# Greatest Hits: 1965–1992
Greatest Hits: 1965–1992 je první evropské kompilační album zpěvačky a herečky Cher, vydané v listopadu roku 1992 u Geffen Records.

## O Albu
Album vyšlo pouze v Evropě, v USA v lednu 1993 pouze jako import.
Album obsahuje dvě zcela nové písně, které byly vydány na singlu. Třetí stopou je potom live verze písně Many Rivers To Cross, z jejího Heart Of Stone Tour, která rovněž vyšla jako singl. Kompilace se zaměřovala především na hity v období Cher u společnosti Geffen Records, pro které nahrála tři velmi úspěšné desky - Cher (1987), Heart Of Stone (1989) a Love Hurts (1991). Dále obsahuje duet s Meatem Loafem, dva hity ze sedmdesátých let a klasiku I Got You Babe od Sonnyho a Cher.
Kompilace slavila obrovský úspěch. V UK se na prvním místě držela sedm týdnů za sebou a stalo se tak nejprodávanějším ženským albem roku 1992 (v předchozí rok držela stejné prvenství s albem "Love Hurts").

### Singly
Z alba vzešly tři singly.

## Seznam skladeb
| Pořadí | Název                                     | Autor                                       | Délka |
| ------ | ----------------------------------------- | ------------------------------------------- | ----- |
| 1.     | Oh No Not My Baby                         | Carole King, Gerry Goffin                   | 3:12  |
| 2.     | Whenever You're Near                      | Tommy Shaw, Jack Blades                     | 4:05  |
| 3.     | Many Rivers To Cross (Live at the Mirage) | Jimmy Cliff                                 | 4:10  |
| 4.     | Love And Understanding                    | Diane Warren                                | 4:44  |
| 5.     | Save Up All Your Tears                    | Diane Warren, Desmond Child                 | 4:02  |
| 6.     | The Shoop Shoop Song (It's in His Kiss)   | Rudy Clark                                  | 2:53  |
| 7.     | If I Could Turn Back Time                 | Diane Warren                                | 4:03  |
| 8.     | Just Like Jesse James                     | Diane Warren, Desmond Child                 | 4:07  |
| 9.     | Heart Of Stone                            | Andy Hill, Pete Sinfield                    | 4:20  |
| 10.    | I Found Someone                           | Michael Bolton, Mark Mangold                | 3:46  |
| 11.    | We All Sleep Alone                        | Jon Bon Jovi, Richie Sambora, Desmond Child | 3:54  |
| 12.    | Bang-Bang                                 | Sonny Bono                                  | 3:51  |
| 13.    | Dead Ringer for Love (with Meat Loaf)     | Jim Steinman                                | 4:24  |
| 14.    | Dark Lady                                 | John Durrill                                | 3:29  |
| 15.    | Gypsies, Tramps & Thieves                 | Bob Stone                                   | 2:38  |
| 16.    | I Got You Babe (Sonny & Cher)             | Sonny Bono                                  | 3:09  |

## Umístění
| Umístění (1992) | Pozice |
| --------------- | ------ |
| UK              | 1      |
| Nový Zéland     | 6      |
| Rakousko        | 6      |
| Švédsko         | 6      |
| Německo         | 16     |
| Norsko          | 18     |
| Švýcarsko       | 19     |
| Španělsko       | 23     |
| Finsko          | 40     |
| Austrálie       | 48     |